# Peugeot 408 (кросовер)
Peugeot 408 crossover (у Китаї продається як 408X) — кросовер середнього розміру, що випускається французьким автовиробником Peugeot. Був представлений у червні 2022 року як автомобіль сегмента C, що займає місце між 308 та 3008 й 508. Його вперше публічно показали на Паризькому автосалоні 2022 року.

## Опис

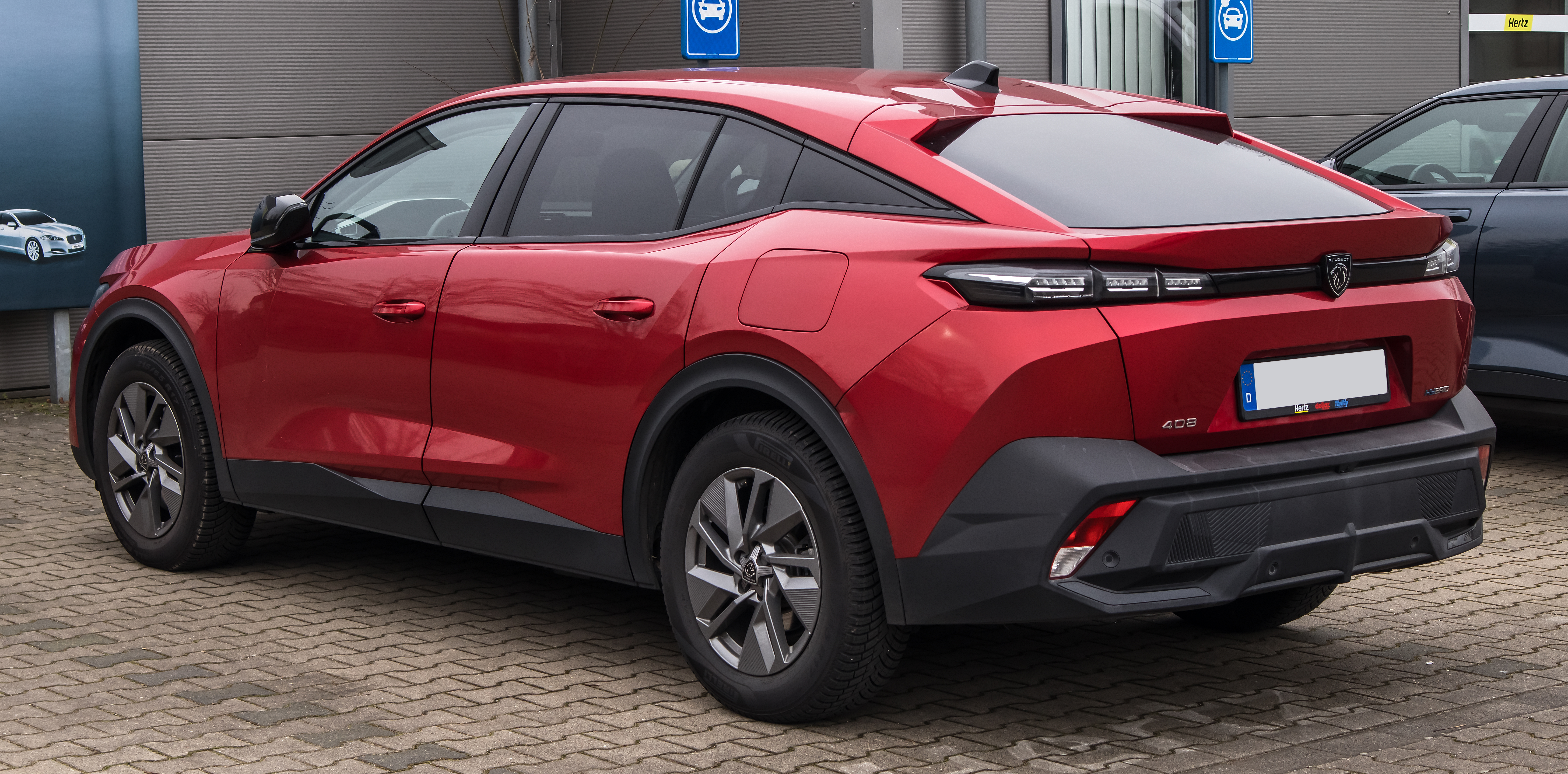

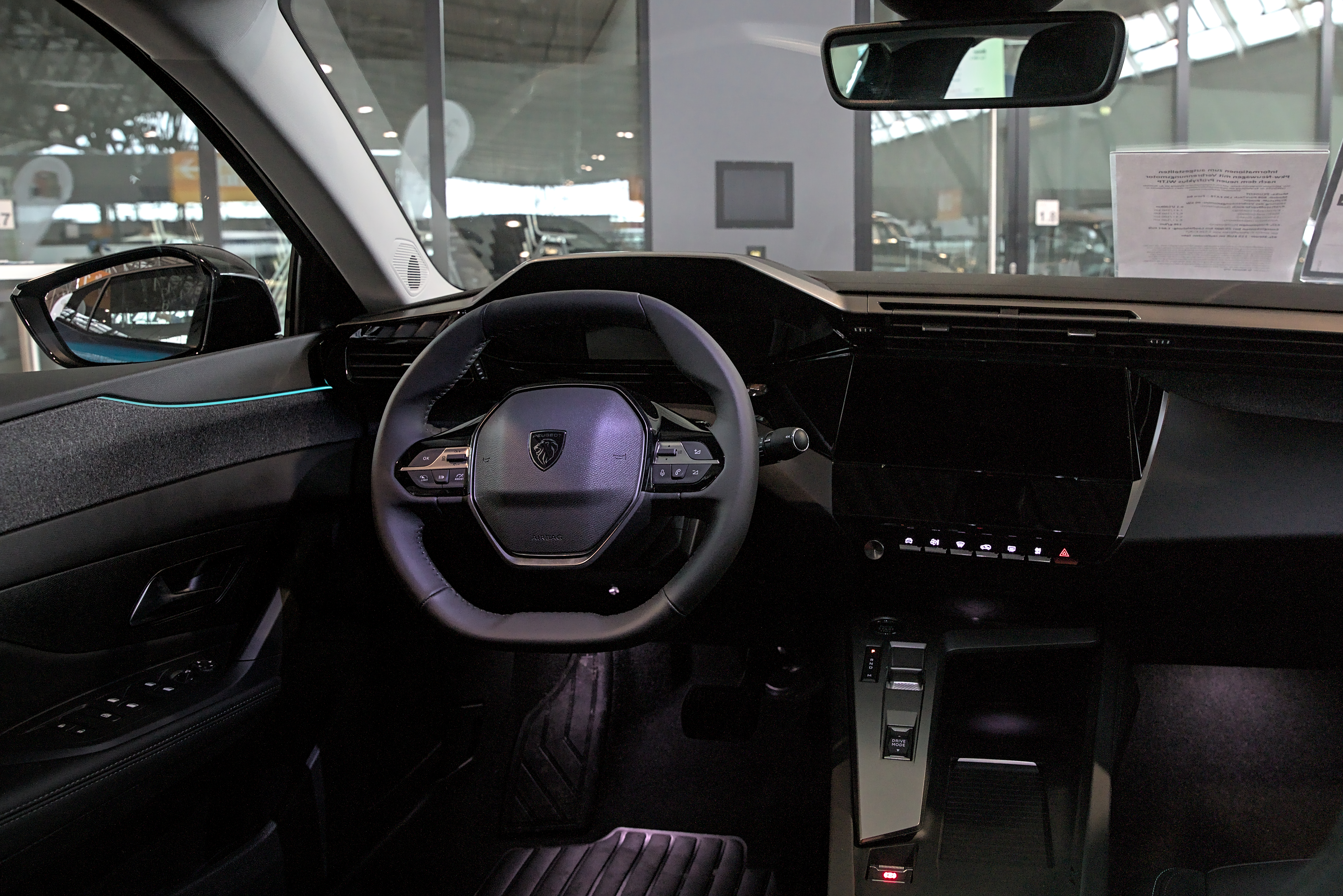

Заснований на платформі EMP2, яка схожа з 308 третього покоління, і, незважаючи на спільні силуети салону, механічно не пов'язаний із седаном 408 для китайського ринку (який сам базувався на попередньому поколінні 308). Згідно з Peugeot, 408 є сумішшю позашляховиків, хетчбеків і седанів, і його описують як кросовер-купе.

## Технічні характеристики
Кросовер Peugeot 408 доступний тільки з автоматичною коробкою передач, без опцій ручного керування. Автомобілі оснащуються двигунами внутрішнього згоряння об'ємом 1,2—1,6 літра, потужністю 96—165 кВт (128—222 к.с.) та електродвигуном потужністю 81 кВт (109 к.с.).
| Бензинові двигуни      | Бензинові двигуни                            | Бензинові двигуни                                                                                               | Бензинові двигуни                                                                                               | Бензинові двигуни                            |
| ---------------------- | -------------------------------------------- | --- | --- | -------------------------------------------- |
| Модель                 | 1.2 PureTech                                 | 1.6 PureTech Hybrid                                                                                             | 1.6 PureTech Hybrid                                                                                             | 1.6 Puretech THP 215                         |
| Кількість циліндрів    | 3                                            | 4 + електродвигун                                                                                               | 4 + електродвигун                                                                                               | 4                                            |
| Тип                    | Турбонаддувом, з безпосереднім уприскуванням | Турбонаддувом, з безпосереднім уприскуванням                                                                    | Турбонаддувом, з безпосереднім уприскуванням                                                                    | Турбонаддувом, з безпосереднім уприскуванням |
| Об'єм (см3)            | 1199 см3                                     | 1598 см3 | 1598 см3 | 1598 см3                                     |
| Потужність (кВт; к.с.) | 97 кВт (130 л. с.) при 5500 об/хв            | ДВЗ: 110 кВт (150 к.с.) Електродвигун: 82 кВт (110 к.с.) при 2500 об/хв Загальна потужність: 130 кВт (180 к.с.) | ДВЗ: 130 кВт (180 к.с.) Електродвигун: 82 кВт (110 к.с.) при 2500 об/хв Загальна потужність: 168 кВт (225 к.с.) | 160 кВт (215 к.с.)                           |
| Крутний момент (Н⋅м)   | 230 Н⋅м при 1750 об/хв                       | ДВЗ: 250 Н⋅м при 1750 об/хв Електродвигун: 320 Н⋅м при 500—2500 об/хв Загальний крутний момент: 360 Н⋅м         | ДВЗ: 250 Н⋅м при 1750 об/хв Електродвигун: 320 Н⋅м при 500—2500 об/хв Загальний крутний момент: 360 Н⋅м         | 300 Н⋅м при 1750 об/хв                       |
| Трансмісія             | 8-швидк. АКПП (EAT8)                         | 8-швидк. АКПП (e-EAT8)                                                                                          | 8-швидк. АКПП (e-EAT8)                                                                                          | 8-швидк. АКПП (e-EAT8)                       |
| Примітки               | Euro 6d                                      | Euro 6d | Euro 6d | Призначений для ринків за межами Європи      |

## Комплектації
Комплектації Peugeot 408 на презентації у Франції:
- Allure
- Allure Pack
- GT

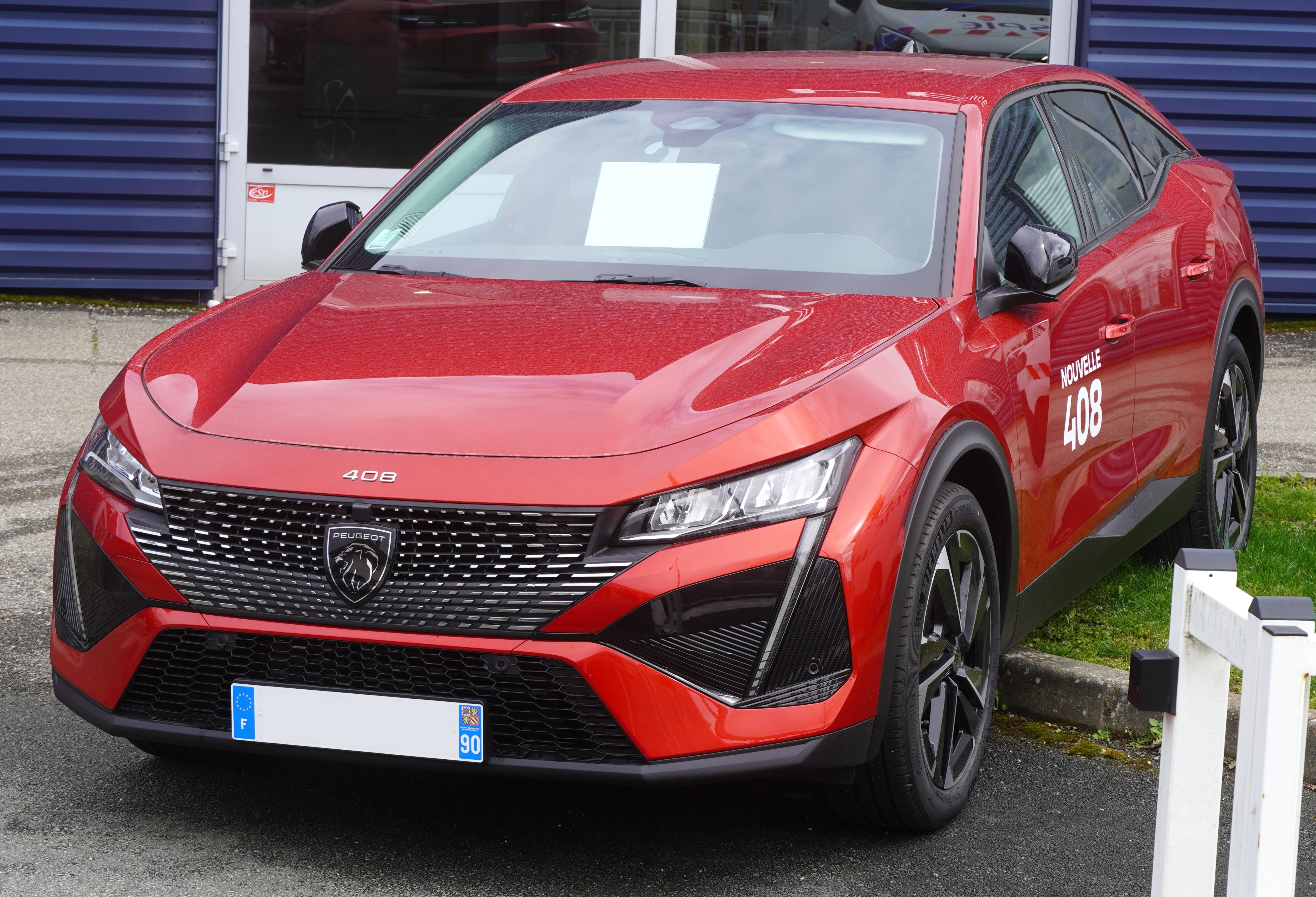
Allure Pack: класичні світлодіодні фари та решітка радіатора з горизонтальними хромованими смугами
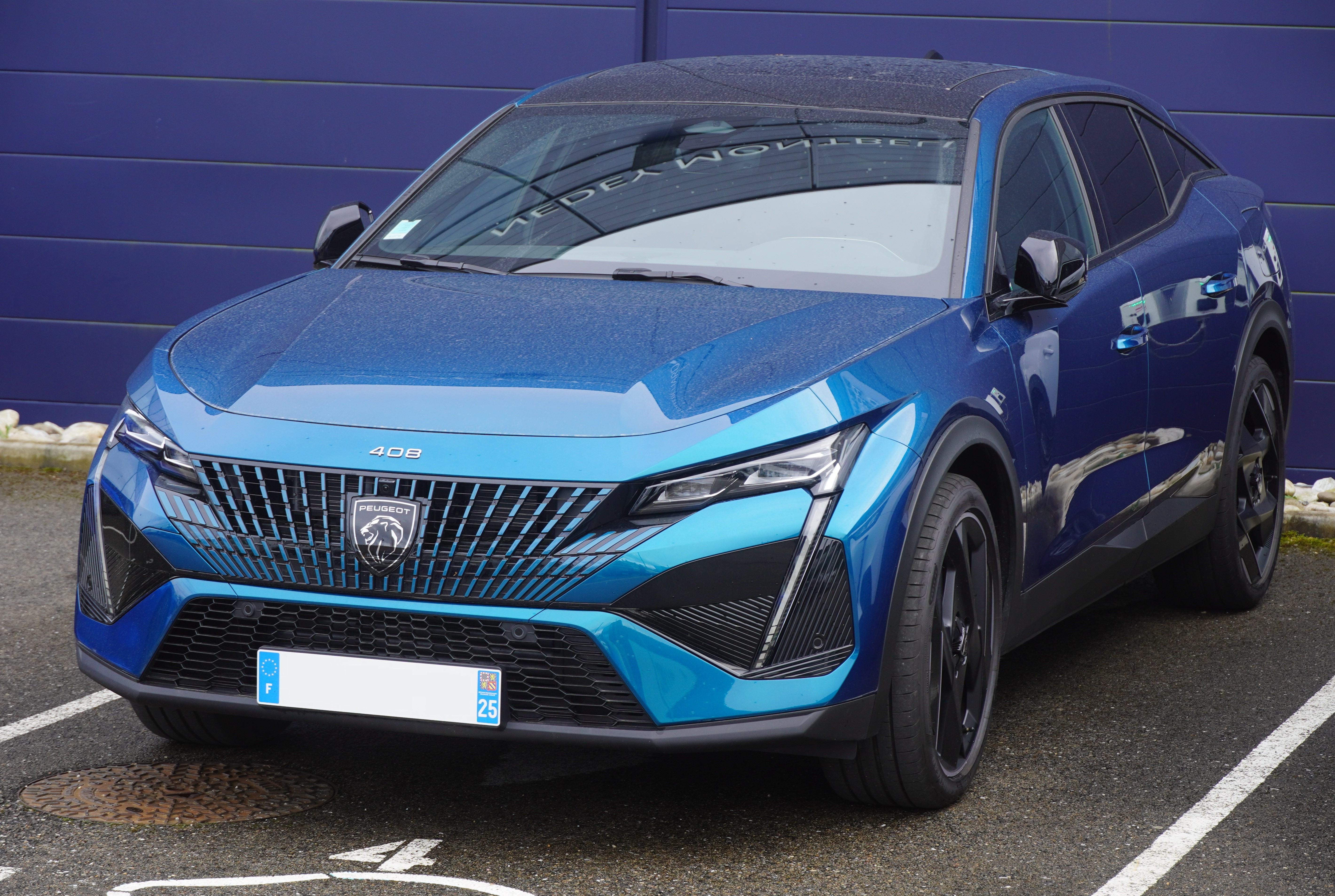
GT: світлодіодні матричні фари, тонші та решітка радіатора з вертикальними візерунками у кольорі кузова.

## Продажі
| Рік  | Європа | Туреччина |
| ---- | ------ | --------- |
| 2022 | 1,047  |           |
| 2023 |        | 9,729     |
| 2024 |        | 11,986    |